# Verhneakivți, Borșciv
Verhneakivți (în ucraineană Верхняківці) este o comună în raionul Borșciv, regiunea Ternopil, Ucraina, formată numai din satul de reședință.

## Demografie
Componența lingvistică a comunei Verhneakivți
     Ucraineană (100%)
Conform recensământului din 2001, toată populația comunei Verhneakivți era vorbitoare de ucraineană (100%).